# Fouta (vêtement)
Le terme fouta, ou foutah (فُوطَة), peut désigner une espèce de caleçon, de turban, une étoffe qu'on place sur le dos ou encore un linge ou un tablier qu'on attache à sa ceinture. Cette étoffe est typique de la culture maghrébine.

## Étymologie
Le mot fouta est selon les scoliastes et lexicographes arabes, d'origine indienne et servait originairement à désigner une sorte d'étoffe, apportée d'inde, par la suite, on l'a appliqué à diverses espèces de vêtements qui étaient faits dans l'origine de cette étoffe.

## Utilisations

### En caleçon

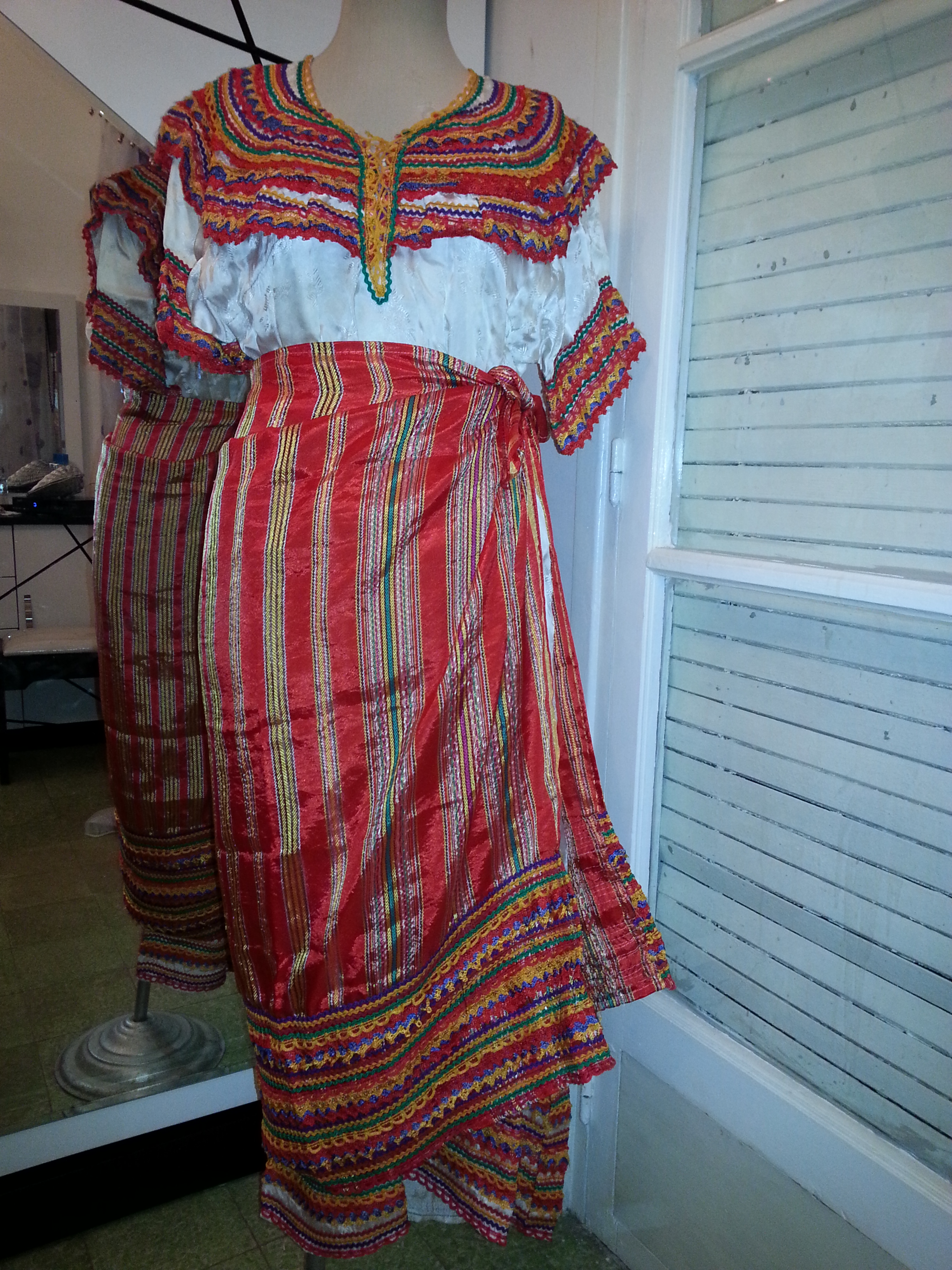
Fouta de Kabylie (Algérie).

Au XIVe siècle, le voyageur Ibn Battûta (Ibn Batouta) dit en parlant des Indiens : « Leurs vêtements consistent en une fouta de filoselle que l'on attache à sa ceinture au lieu du pantalon, car ils ne connaissent pas le pantalon ». Le même Ibn Batouta dit ailleurs en parlant du roi Hinaur d'Inde : « Il attache à sa taille une fouta ».

### En sur-robe
La fouta est encore régulièrement portée dans certaines régions d'Afrique du Nord, notamment en Tunisie, en Kabylie (Algérie) et dans le Rif marocain, où elle consiste en une pièce d'étoffe, souvent en tissu synthétique, nouée par-dessus la djeba.
En Kabylie, certaines fouta sont particulièrement ornementées, entièrement tissée de soie pour être portées comme habit de fête, elles sont aux rayures jaunes, rouges et noires.

### En turban
Une pièce d'étoffe dont on s'entoure la tête.

### Sur le dos
Une pièce d'étoffe qu'on place sur le dos, pour se garantir du soleil. Au XIVe siècle, Ibn Batouta dit en parlant des habitants de la ville du Dhofar : « Les vêtements des habitants du Dhofar sont faits de coton qu'ils tirent de l'Inde, ils attachent les fouta à la ceinture, au lieu de caleçon. et la plupart d'entre eux lient une fouta à la ceinture et en mettent une autre sur le dos, pour garantir de la chaleur extrême ».

### En pagne
En république de Djibouti, le mot fouta désigne un pagne porté par les hommes, similaire au sarong asiatique.

### En linge ou tablier

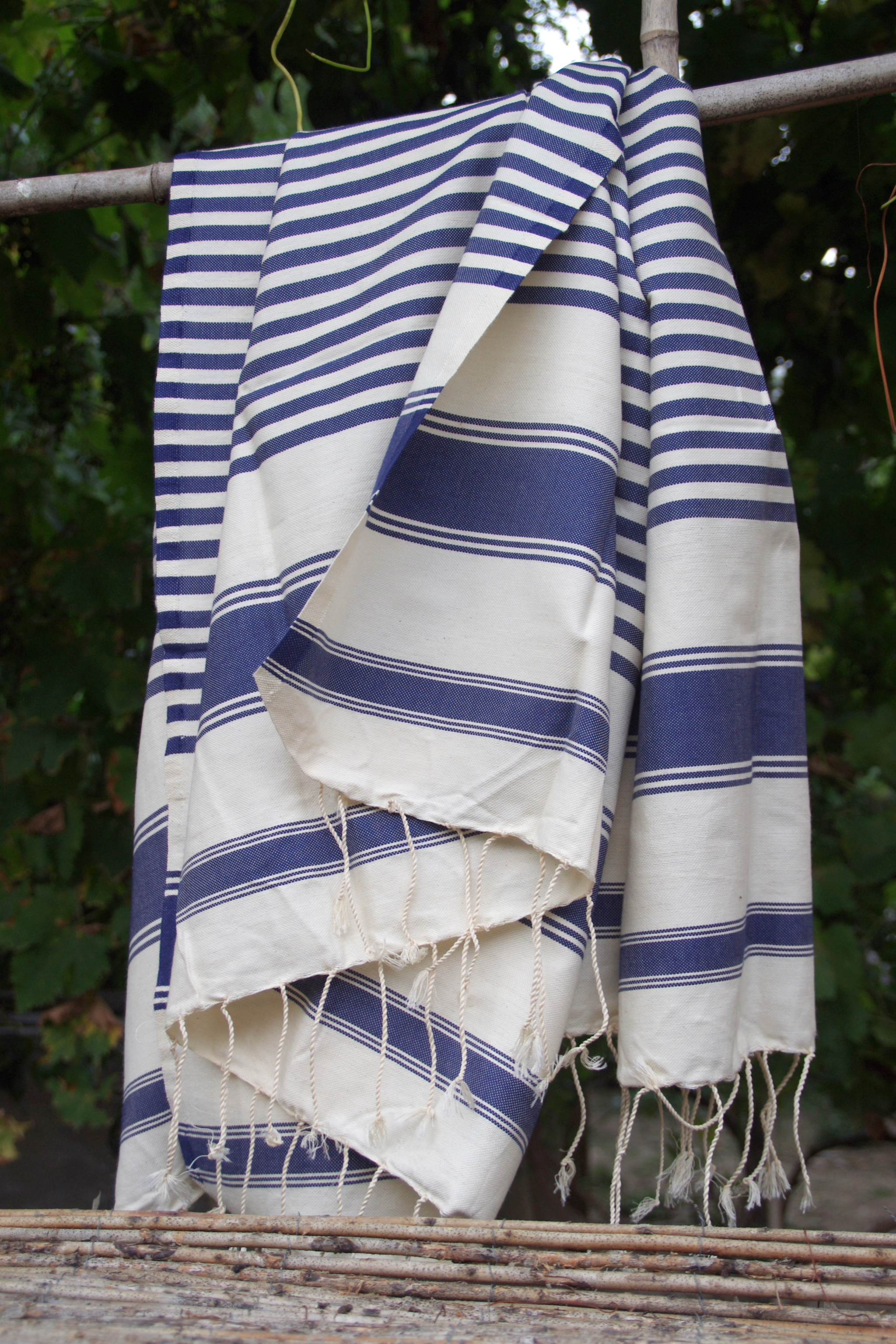
Fouta tunisienne.

Qu'on attache à la ceinture, en entrant dans le bain ou les hammams. Au XIVe siècle, Ibn Batouta dit en décrivant les hammams de Bagdad : « On donne à chacun qui entre le bain trois fouta, on sert de la première en guise de caleçon, en entrant dans le bain, de la seconde quand on sort, et avec la troisième en s'essuie le corps ».

### En haute couture traditionnelle
L'usage de la fouta en tant qu'habit traditionnel de haute couture pour femmes aussi bien en Tunisie que dans le reste du  Maghreb est très répandu et à la mode et les femmes le portent dans les fêtes de mariages. On parle alors des Fouta w blouza (« fouta et blouse ») ou de hram harir et fouta souri (« fouta syrienne ») tirée de la chanson de Kacem Kefi.
La fouta fait partie des composants du costume nuptial de Tlemcen, ses rayures symbolisent des barreaux qui protègent les organes de reproduction des esprits maléfiques. À Tlemcen, elle est fabriquée dans des soies précieuses de fil d'or tissées manuellement.

### Autres utilisations
La fouta sert à la fois de serviette de bain mais aussi de paréo à la plage, de serviette de plage, de jeté de lit, de nappes…
Elle existe en plusieurs modèles et plusieurs couleurs.

## Tissage
Le coton de la fouta connait plusieurs types de tissage.
Les plus connus : fouta en nid d'abeille ou fouta en tissage à plat.

## Déclinaisons
Les fouta sont maintenant déclinées en peignoir, petite serviette invité, et même sac de plage en fouta.
On peut aussi trouver des foutas double face, avec une face en coton et une face en éponge.